# جولیانو مایورانا
جولیانو مایورانا (انگلیسی: Giuliano Maiorana؛ زادهٔ ۱۸ آوریل ۱۹۶۹) بازیکن فوتبال اهل بریتانیا است.
از باشگاه‌هایی که در آن بازی کرده‌است می‌توان به باشگاه فوتبال هیستون، باشگاه فوتبال منچستر یونایتد، و باشگاه فوتبال نیومارکت تاون اشاره کرد.